# Западно-Сибирская киностудия
За́падно-Сиби́рская киносту́дия — советская, затем российская студия кинохроники в Новосибирске, была создана 13 ноября 1930 года. Прекратила кинематографическую деятельность в 2015 году, окончательно ликвидирована в 2017 году.

## История киностудии
Была создана 13 ноября 1930 года как съёмочная база «Союзкинохроники» на базе существовавшего с 1928 года корпункта киностудии «Совкино» для производства сюжетов для «Союзкиножурнала», а также выпуска собственного ежемесячного журнала «Сибирь на экране». Первоначальный штат состоял из 8 человек: заведующий, редактор-монтажёр, 2 группы операторов с помощниками, 2 монтажницы. С 1932 года являлась базой при вновь созданной Сибирской фабрике научных и учебно-технических фильмов треста «Союзтехфильм» (сокращённо — «Сибтехфильм»), располагалась в здании на улице Добролюбова.
По экранам страны прошли кадры строительства Кузнецкого металлургического комбината и других строек Сибири.  
С 1938 года студия называлась «Новосибирской студией хроникально-документальных фильмов».
В 1941 году для работы на студии были эвакуированы кинематографисты из Европейской части страны (Москва, Ленинград, Киев, Одесса). До весны 1942 года на студии производился выпуск еженедельного «Союзкиножурнала», в том числе фронтовой хроники. Выпуск местного журнала «Сибирь на экране» в этот период прекращался и был возобновлён уже после отъезда создателей «Союзкиножурнала».

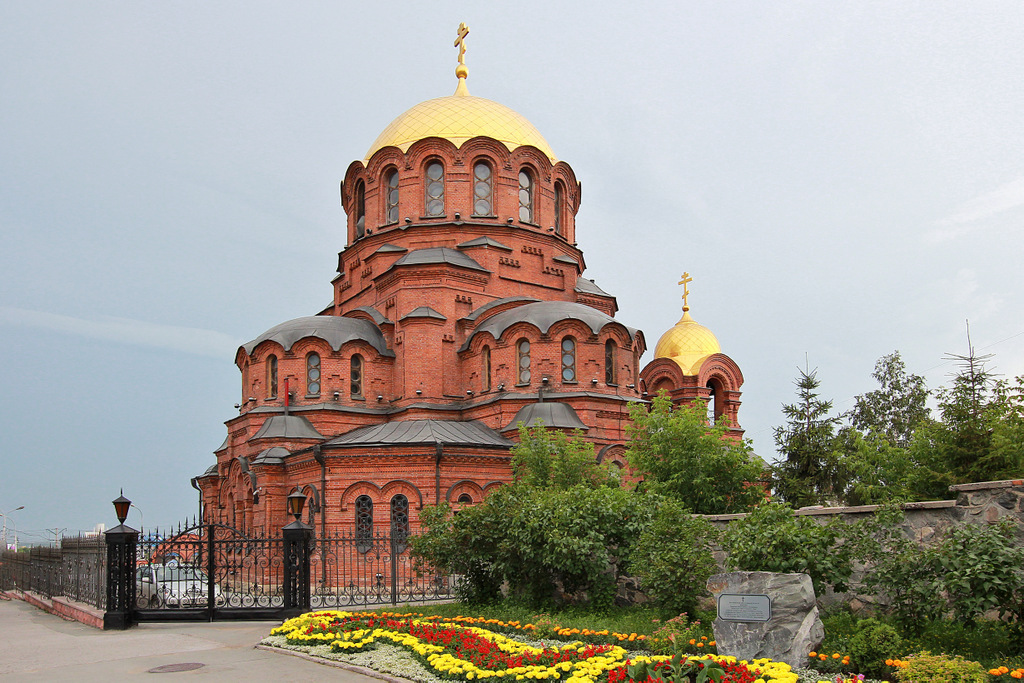
Приютивший студию на несколько десятилетий
Собор Александра Невского

С 1949 года киностудия работала в здании закрытого для прихожан Собора Александра Невского. Поделённый на три этажа объём храма позволял разместить уже порядка ста человек.
С 1968 года студия стала называться — Западно-Сибирской студией кинохроники. 
Новое здание для студии было построено в Кировском районе города на улице Немировича-Данченко, студия переехала в него в 1985 году. В 1980-е — 1990-е годы среди советских документалистов появился термин «новосибирская школа кинодокументалистики», работы студии почти ежегодно были отмечены рядом кинонаград.
В советское время ежегодно кроме собственных фильмов и журналов студия выпускала порядка десяти сюжетов для «Новостей дня» и несколько для «Фитиля». Всего студией выпущено более 300 документальных фильмов и тысячи выпусков журнала «Сибирь на экране» (48 киножурналов каждый год), выходивших до конца XX века.
С 1992 года — Западно-Сибирская киностудия. Во всех областных центрах региона у студии имелись собственные коррпункты. 

## Хозяйственная деятельность
В 2005 году ФГУП «Западно-Сибирская киностудия» преобразовано в ОАО со 100-процентной долей государства. Уже это время часть здания Новосибирской киностудии сдавалась в аренду коммерческим организациям, как связанным, так и не связанным с кинопроизводством. Росимущество в 2015 году на аукционе продало киностудию девелоперу Сергею Логинову за 150,6 млн рублей. Киностудия прекратила кинематографическую деятельность, все сотрудники были уволены.
В начале 2017 года АО «Западно-Сибирская киностудия» было реорганизовано путем разделения: старое юридическое лицо АО «Западно-Сибирская киностудия» со сферой деятельности в сфере кино было ликвидировано, вместо него созданы два юридических лица — АО «ЗСК» (без расшифровки) и АО «Пятый квартал», которые вели деятельность в сфере аренды недвижимого имущества.

## Хронология фильмов
См. список фильмов Западно-Сибирской киностудии

## Судьба киноколлекции
До 2004 года фильмы киностудии транслировались в эфире ГТРК «Новосибирск».
Значительная часть кинохроники, отснятой студией до 2000 года, стараниями бывших сотрудников-энтузиастов сохранена на фильмобазе «Новосибирсккиновидеопроката», что-то попало в Госфильмофонд РФ и Красногорский архив. В Доме документального кино на улице Романова — филиале созданного в 2010 году Музея города Новосибирска  — идёт оцифровка и частичный перевод киножурнала «Сибирь на экране» на английский язык, осуществляются видеопоказы отдельных выпусков. Коллекция систематизируется по хронологии (с 2005 по 1953 годы).

## Комментарии
1. ↑  Первые выпуски киножурнала «Сибирь на экране» были произведены Новосибирской кинофабрикой «Совкино» в 1929 году[2].
2. ↑  По другим сведениям переезд студии в новое здание был осуществлён в зиму 1986—1987 годов[7].
3. ↑  Ныне в бывшем здании киностудии бизнес-центр «Кино»[6].